# Samsung Galaxy Watch 6
Samsung Galaxy Watch 6 và Samsung Galaxy Watch 6 Classic (cách điệu là Samsung Galaxy Watch6) là một dòng smartwatches dựa trên Wear OS được phát triển bởi Samsung Electronics. Nó được công bố vào ngày 26 tháng 7 năm 2023.

## Thông số kỹ thuật
| Model                                        | Galaxy Watch 6 | Galaxy Watch 6 | Galaxy Watch 6 Classic | Galaxy Watch 6 Classic | Nguồn             |
| -------------------------------------------- | --- | --- | --- | --- | ----------------- |
| Kích thước                                   | 40 mm | 44 mm | 43 mm | 47 mm | [ 5 ] [ 6 ] [ 7 ] |
| Số hiệu sản phẩm                             | SM-R930 (Wi-Fi) SM-R935 (LTE) | SM-R940 (Wi-Fi) SM-R945 (LTE) | SM-R950 (Wi-Fi) SM-R955 (LTE) | SM-R960 (Wi-Fi) SM-R965 (LTE) | [ 5 ] [ 6 ] [ 7 ] |
| Màu sắc                                      | Xám Graphite, Vàng | Xám Graphite, Bạc | Đen, Bạc | Đen, Bạc | [ 5 ] [ 6 ] [ 7 ] |
| Màn hình                                     | 1.3" (33.3 mm) | 1.5" (37.3 mm) | 1.3" (33.3 mm) | 1.5" (37.3 mm) | [ 5 ] [ 6 ] [ 7 ] |
| Độ phân giải                                 | 432 x 432 điểm ảnh | 480 x 480 điểm ảnh | 432 x 432 điểm ảnh | 480 x 480 điểm ảnh | [ 5 ] [ 6 ] [ 7 ] |
| Mặt kính                                     | Tinh thể Sapphire | Tinh thể Sapphire | Tinh thể Sapphire | Tinh thể Sapphire | [ 5 ] [ 6 ] [ 7 ] |
| Khung vỏ                                     | Nhôm | Nhôm | Thép không rỉ | Thép không rỉ | [ 5 ] [ 6 ] [ 7 ] |
| Bộ vi xử lý                                  | Exynos W930 2 nhân 1.4 GHz Cortex-A55 | Exynos W930 2 nhân 1.4 GHz Cortex-A55 | Exynos W930 2 nhân 1.4 GHz Cortex-A55 | Exynos W930 2 nhân 1.4 GHz Cortex-A55 | [ 5 ] [ 6 ] [ 7 ] |
| Hệ điều hành                                 | WearOS (OS 4.0) | WearOS (OS 4.0) | WearOS (OS 4.0) | WearOS (OS 4.0) | [ 5 ] [ 6 ] [ 7 ] |
| UI                                           | One UI Watch 5 | One UI Watch 5 | One UI Watch 5 | One UI Watch 5 | [ 5 ] [ 6 ] [ 7 ] |
| Kích thước (không bao gồm cảm biến sức khỏe) | 38.4 x 40.4 x 9 mm | 42.8 x 44.4 x 9 mm | 42.5 x 42.5 x 10.9 mm | 46.5 x 46.5 x 10.9 mm | [ 5 ] [ 6 ] [ 7 ] |
| Trọng lượng (không có dây đeo)               | 28.7 g | 33.3 g | 52 g | 59 g | [ 5 ] [ 6 ] [ 7 ] |
| Kích thước dây đeo                           | 20 mm | 20 mm | 20 mm | 20 mm | [ 5 ] [ 6 ] [ 7 ] |
| Kháng nước                                   | 5ATM + IP68 / MIL-STD-810H | 5ATM + IP68 / MIL-STD-810H | 5ATM + IP68 / MIL-STD-810H | 5ATM + IP68 / MIL-STD-810H | [ 5 ] [ 6 ] [ 7 ] |
| Bộ nhớ                                       | 2 GB RAM + 16 GB bộ nhớ flash | 2 GB RAM + 16 GB bộ nhớ flash | 2 GB RAM + 16 GB bộ nhớ flash | 2 GB RAM + 16 GB bộ nhớ flash | [ 5 ] [ 6 ] [ 7 ] |
| Kết nối                                      | - 4G/LTE với eSIM (chỉ dành cho bản Galaxy Watch 6 LTE) - Bluetooth 5.2 - Wi-Fi a/b/g/n 2.4+5 GHz - NFC - A-GPS, GLONASS, Beidou, Galileo | - 4G/LTE với eSIM (chỉ dành cho bản Galaxy Watch 6 LTE) - Bluetooth 5.2 - Wi-Fi a/b/g/n 2.4+5 GHz - NFC - A-GPS, GLONASS, Beidou, Galileo | - 4G/LTE với eSIM (chỉ dành cho bản Galaxy Watch 6 LTE) - Bluetooth 5.2 - Wi-Fi a/b/g/n 2.4+5 GHz - NFC - A-GPS, GLONASS, Beidou, Galileo | - 4G/LTE với eSIM (chỉ dành cho bản Galaxy Watch 6 LTE) - Bluetooth 5.2 - Wi-Fi a/b/g/n 2.4+5 GHz - NFC - A-GPS, GLONASS, Beidou, Galileo | [ 5 ] [ 6 ] [ 7 ] |
| Cảm biến                                     | - Theo dõi nhịp tim - Theo dõi nồng độ oxy trong máu - Điện tâm đồ (ECG) - Theo dõi huyết áp - Phân tích trở kháng điện sinh học - Cảm biến nhiệt độ - Gia tốc kế - Áp kế - Cảm biến con quay hồi chuyển - Cảm biến điện tử - Cảm biến ánh sáng | - Theo dõi nhịp tim - Theo dõi nồng độ oxy trong máu - Điện tâm đồ (ECG) - Theo dõi huyết áp - Phân tích trở kháng điện sinh học - Cảm biến nhiệt độ - Gia tốc kế - Áp kế - Cảm biến con quay hồi chuyển - Cảm biến điện tử - Cảm biến ánh sáng | - Theo dõi nhịp tim - Theo dõi nồng độ oxy trong máu - Điện tâm đồ (ECG) - Theo dõi huyết áp - Phân tích trở kháng điện sinh học - Cảm biến nhiệt độ - Gia tốc kế - Áp kế - Cảm biến con quay hồi chuyển - Cảm biến điện tử - Cảm biến ánh sáng | - Theo dõi nhịp tim - Theo dõi nồng độ oxy trong máu - Điện tâm đồ (ECG) - Theo dõi huyết áp - Phân tích trở kháng điện sinh học - Cảm biến nhiệt độ - Gia tốc kế - Áp kế - Cảm biến con quay hồi chuyển - Cảm biến điện tử - Cảm biến ánh sáng | [ 5 ] [ 6 ] [ 7 ] |
| Pin                                          | 300 mAh | 425 mAh | 300 mAh | 425 mAh | [ 5 ] [ 6 ] [ 7 ] |